# 合金装备 生存
《合金装备 生存》是一款由科乐美开发，並於2018年2月20日发行在PlayStation 4、Xbox One和Microsoft Windows平台的第三人称射击游戏。本作是《潛龍諜影》系列的外传作品，也是系列創始人小岛秀夫自科樂美离职后的首款《潛龍諜影》家用机游戏。《合金装备 生存》的時空背景设定在《潛龍諜影V 原爆點》之后，海上基地遭摧毁並传送到了异次元，基地里尚存的士兵将要面对异次元裡僵尸等怪物的袭击并从中寻求一线生机。
《合金装备 生存》正式公布于2016年的科隆国际游戏展上。游戏在公布后获得了大量的负面輿論，由IGN公开的首支预告片在YouTube平台上获得了超过13万个「我不喜歡」，佔總評論數逾8成。2018年游戏在正式发售后没有获得媒體的青睐，在整合各媒體評分的Metacritc網站上，最多媒體發表評論的PS4版得分為63/100，另外Xbox One為62/100，Windows版則為56/100。